# Ellie Bamber
Ellie Bamber (Surrey, Inglaterra, 2 de febrero de 1997) es una actriz y modelo británica. Conocida por sus papeles en las películas Pride and Prejudice and Zombies (2016) y Nocturnal Animals (2016).

## Primeros años
Bamber nació en Surrey (Reino Unido), y tiene un hermano menor llamado Lucas. Asistió al Eagle House School y al Wellington College, ambas instituciones le concedieron una beca en drama por ser una estudiante académica destacada, sin embargo, desistió del beneficio y decidió no asistir a la universidad para perseguir su carrera como actriz.

## Carrera profesional

### Inicios en el teatro
Desde sus primeros días escolares se encontró a sí misma protagonizando varias obras de teatro y musicales y, a la edad de 12 años, se convirtió en el miembro más joven de la London Theatre Company. A la edad de 13 años, fue elegida por Trevor Nunn entre muchos jóvenes candidatos para interpretar el papel de Jenny en su adolescsencia en la producción teatral Aspects of Love en el Menier Chocolate Factory. Luego de varios papeles en series de televisión y películas, volvió al teatro musical cuando fue seleccionada para interpretar el papel de Dinah Lord, una joven disruptiva en High Society en el Old Vic de Londres. Fue dirigida por Maria Friedman, esta fue la última producción bajo la supervisión de Kevin Spacey como director artístico. En noviembre de 2015, Ellie fue nominada por su papel para el premio Evening Standard Theatre Awards  en la categoría Mejor Revelación en un Musical.

### Incursión en el cine y la televisión
Su debut en televisión sucedió en 2012 en la miniserie británica A Mother's Son de ITV, donde actuó junto a Martin Clunes y Hermione Norris. En 2015, apareció en el drama The Musketeers de la BBC. Su debut cinematográfico fue en The Falling (2014). En 2016, interpretó el papel de Lydia Bennett, la más joven de las hermanas Bennett en la película Pride and Prejudice and Zombies, protagonizada por Lily James, Douglas Booth, Sam Riley y Matt Smith. En 2015, fue elegida por el British Film Institute y Screen Daily como la Estrella de la Pantalla del Mañana.
En 2016, ella apareció en la película Nocturnal Animals protagonizada por Amy Adams y dirigida por Tom Ford, donde interpretó a India, la hija de los personajes de Jake Gyllenhaal e Isla Fisher. Ese mismo año, rodó la película Extracurricular Activities, donde obtuvo el papel principal junto a Timothy Simons y Colin Ford. En paralelo a su carrera en el teatro musical, la televisión y el cine, ha colaborado en la creación de la banda Annoy the Boy, coescribiendo canciones y publicando un EP en Union Records.
En 2017, Bamber apareció en el video musical de la canción «There's Nothing Holdin' Me Back» del cantante canadiense Shawn Mendes, en el cual interpretó al interés amoroso del artista. En 2018, Bamber apareció en la película The Nutcracker and the Four Realms como Louise, junto a Keira Knightley y Morgan Freeman. Ese mismo año, interpretó a Cosette en la serie de televisión Les Misérables de BBC 1, donde actuó con Dominic West y Olivia Colman. En 2019, integró el elenco principal junto a Sophie Cookson y James Norton en la serie The Trial of Christine Keeler emitida también por la BBC 1, donde jugó el papel de Mandy Rice-Davies.

## Filmografía

### Cine
| Año  | Título                             | Rol               | Notas                |
| ---- | ---------------------------------- | ----------------- | -------------------- |
| 2014 | The Falling                        | Niña soñadora     | Personaje menor      |
| 2016 | Pride and Prejudice and Zombies    | Lydia Bennett     | Personaje secundario |
| 2016 | The Show                           | Becky Cornelius   | Personaje secundario |
| 2016 | Bring Back the Cat                 | Tittie Ellison    | Cortometraje         |
| 2016 | Nocturnal Animals                  | India Hastings    | Personaje secundario |
| 2018 | High Resolution                    | Erin              | Personaje principal  |
| 2018 | The Nutcracker and the Four Realms | Louise            | Personaje secundario |
| 2019 | Extracurricular Activities         | Mary-Alice Walker | Coprotagonista       |
| 2020 | The Show                           | Becky Cornelius   | Coprotagonista       |
| TBA  | Stranger with a Camera             | Por anunciarse    | Posproducción        |
| TBA  | Prisoners of Paradise              | Por anunciarse    | Posproducción        |
| TBA  | The Seven Sorrows of Mary          | Mary              | En rodaje            |

### Vídeos musicales
Videos Musicales
| Año       | Título                        | Rol                            | Notas                                           |
| --------- | ----------------------------- | ------------------------------ | ----------------------------------------------- |
| 2012      | A Mother's Son                | Olivia "Livvy" Cutler          |                                                 |
| 2015      | The Musketeers                | Martine                        | "The Prodigal Father" (Temporada 2, Episodio 8) |
| 2016      | The Fashion Fund              | Ella misma                     | "Winner Announced" (Temporada 3, Episodio 10)   |
| 2018      | Les Misérables                | Cosette                        | Elenco principal                                |
| 2019–2020 | The Trial of Christine Keeler | Mandy Rice Davies              | Elenco principal                                |
| 2021      | The Serpent                   | Angela Knippenberg             | Elenco principal                                |
| 2022      | Willow                        | Elora Danan / Dove / Brünhilde | Elenco principal                                |
| 2023      | Red, White and Royal blue     | Bea                            | Personaje secundario                            |

| Año  | Título                          | Rol             | Intérprete   |
| ---- | ------------------------------- | --------------- | ------------ |
| 2017 | There's Nothing Holdin' Me Back | Interés amoroso | Shawn Mendes |

## Teatro
| Año  | Obra                  | Personaje   | Notas                |
| ---- | --------------------- | ----------- | -------------------- |
| 2009 | Players Theatre       | Betty       | Coprotagonista       |
| 2010 | Aspects of Love       | Joven Jenny | Personaje secundario |
| 2015 | High Society          | Dinah Lord  | Personaje principal  |
| 2017 | The Lady From The Sea | Hilde       | Personaje principal  |

## Premios y  nominaciones
| Lista de premios y nominaciones | Lista de premios y nominaciones       | Lista de premios y nominaciones                                         | Lista de premios y nominaciones | Lista de premios y nominaciones | Lista de premios y nominaciones | Lista de premios y nominaciones |
| Año                             | Organización                          | Categoría                                                               | Trabajo                         | Resultado                       | Ref(s)                          |                                 |
| ------------------------------- | ------------------------------------- | ----------------------------------------------------------------------- | ------------------------------- | ------------------------------- | ------------------------------- | ------------------------------- |
| 2015                            | Evening Standard Theatre Awards       | Mejor Revelación en un Musical                                          | High Society                    | Nominada                        | [ 2 ]                           |                                 |
| 2016                            | San Diego Film Critics Society Awards | Mejor Reparto (compartido con el elenco principal de Nocturnal Animals) | Nocturnal Animals               | Nominada                        | [ 7 ]                           |                                 |
| 2017                            | Ian Charleson Awards                  | Mejor Actriz                                                            | Lady From the Sea               | Nominada                        | [ 8 ]                           |                                 |
| 2018                            | Orlando Film Festival                 | Mejor Actriz                                                            | High Resolution                 | Ganadora                        | [ 9 ]                           |                                 |